# 岡本健 (観光学者)
岡本 健（おかもと たけし、1983年〈昭和58年〉5月30日 - ）は、日本の観光学者、社会学者。近畿大学総合社会学部総合社会学科 社会・マスメディア系専攻教授。愛称、ゾンビ先生。

## 来歴・人物
奈良県奈良市に生まれる。奈良県立奈良高等学校を経て、2007年に北海道大学文学部（認知心理学）を卒業。2012年に北海道大学大学院国際広報メディア・観光学院観光創造専攻博士課程（観光学）を修了した。大学3年生のときにゾンビ映画にハマり、博士論文とは別にゾンビ関連の論文を執筆したところ、出版社から単行本化の依頼が来た。
京都文教大学講師、奈良県立大学准教授を経て、2019年より近畿大学総合社会学部 総合社会学科 社会・マスメディア系専攻准教授。2024年、同教授。
専門はゾンビ学、アニメ聖地巡礼、観光社会学、コンテンツツーリズム学、サブカルチャー、バーチャルYouTuber、ゲームなど。自身も「ゾンビ先生」としてバーチャルYouTuberで活動している。ゾンビのアバターで行うオンライン講義「ゾンビ学」は近畿大学の人気講義として知られる。

## 主な著書
- 『ゾンビ学』人文書院、2017年。ISBN 9784409241103
- 『アニメ聖地巡礼の観光社会学: コンテンツツーリズムのメディア・コミュニケーション分析』法律文化社、2018年。ISBN 4589039575
- 『巡礼ビジネス ポップカルチャーが観光資産になる時代 』KADOKAWA〈角川新書〉、KADOKAWA 2018年。ISBN 4040822595
- 『大学で学ぶゾンビ学 ―人はなぜゾンビに惹かれるのか』扶桑社、2020年。ISBN 9784594083243
- 『極限状態から学ぶ!ゾンビ英単語 この英単語&英会話で生き残れ』監修、増進堂・受験研究社、2022年6月、ISBN 442454401X